# Pumovnice

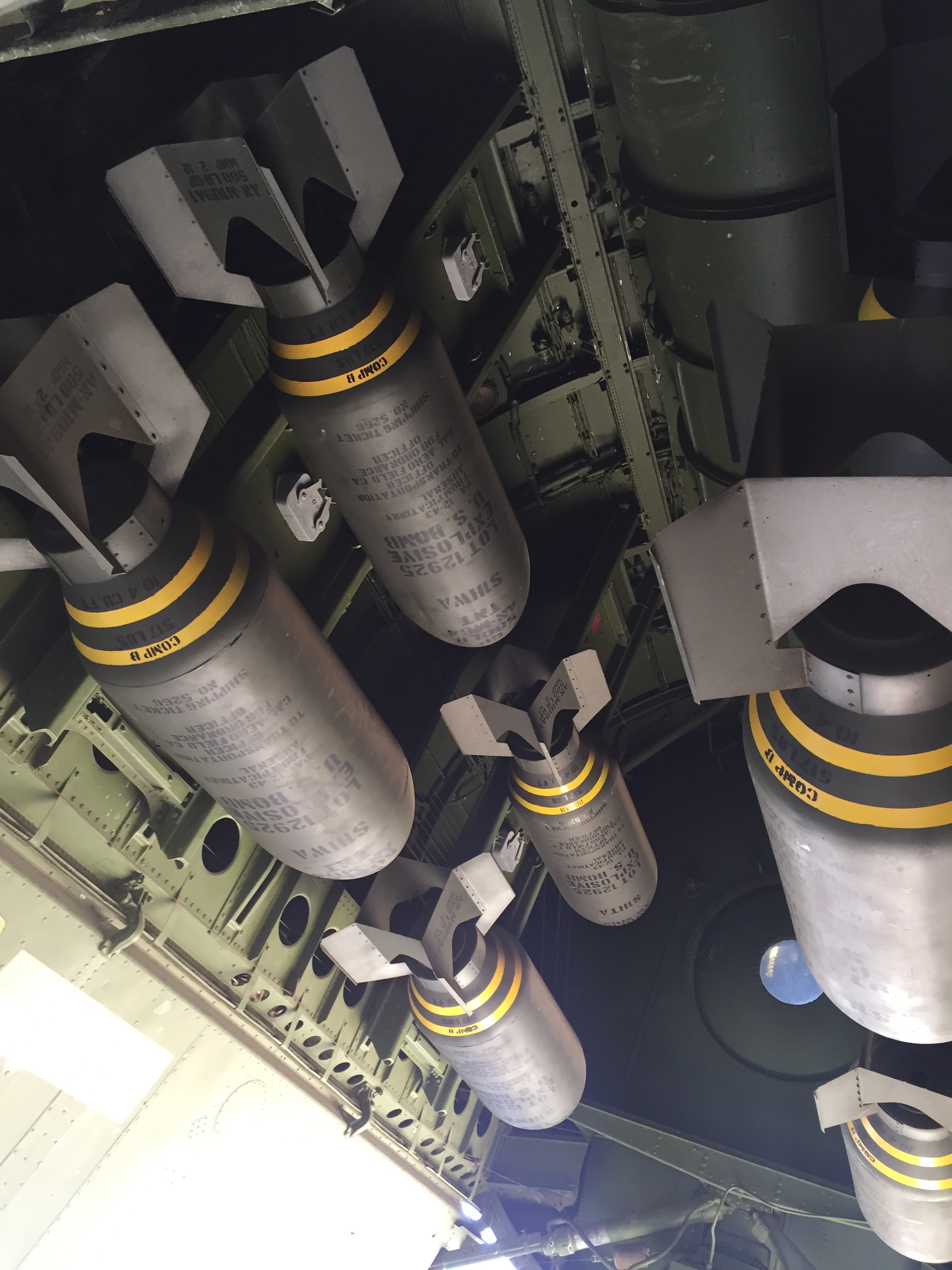
Pohled do konvenčně pojaté pumovnice letounu B-29A Superfortress

Pumovnice je část vojenských letatel, která byla primárně určena pro nesení leteckých pum či jiné závěsné výzbroje či výstroje. Zpravidla se jedná o část trupu letadla. Některé typy letadel mohly či mají pumovnici ukrytou i v křídlech. 
Vyhrazení části letounu pro nesení pum je připisováno snaze o snížení aerodynamického odporu letounu. Vnitřní pumovnice se použila již u letounů v první světové válce, kdy ji měly například bombardéry Gotha G.V.
Pumovnice je taktéž nutnou součástí vojenských letounů s vlastnostmi stealth, protože výzbroj nesená na vnějších závěsnících by nepříznivým způsobem ovlivňovala radarovou odrazovou plochu a zvětšovala tak RCS letounu. Umístění výzbroje dovnitř letounu přispívá ke snížení odrazové plochy.

## Typy pumovnic

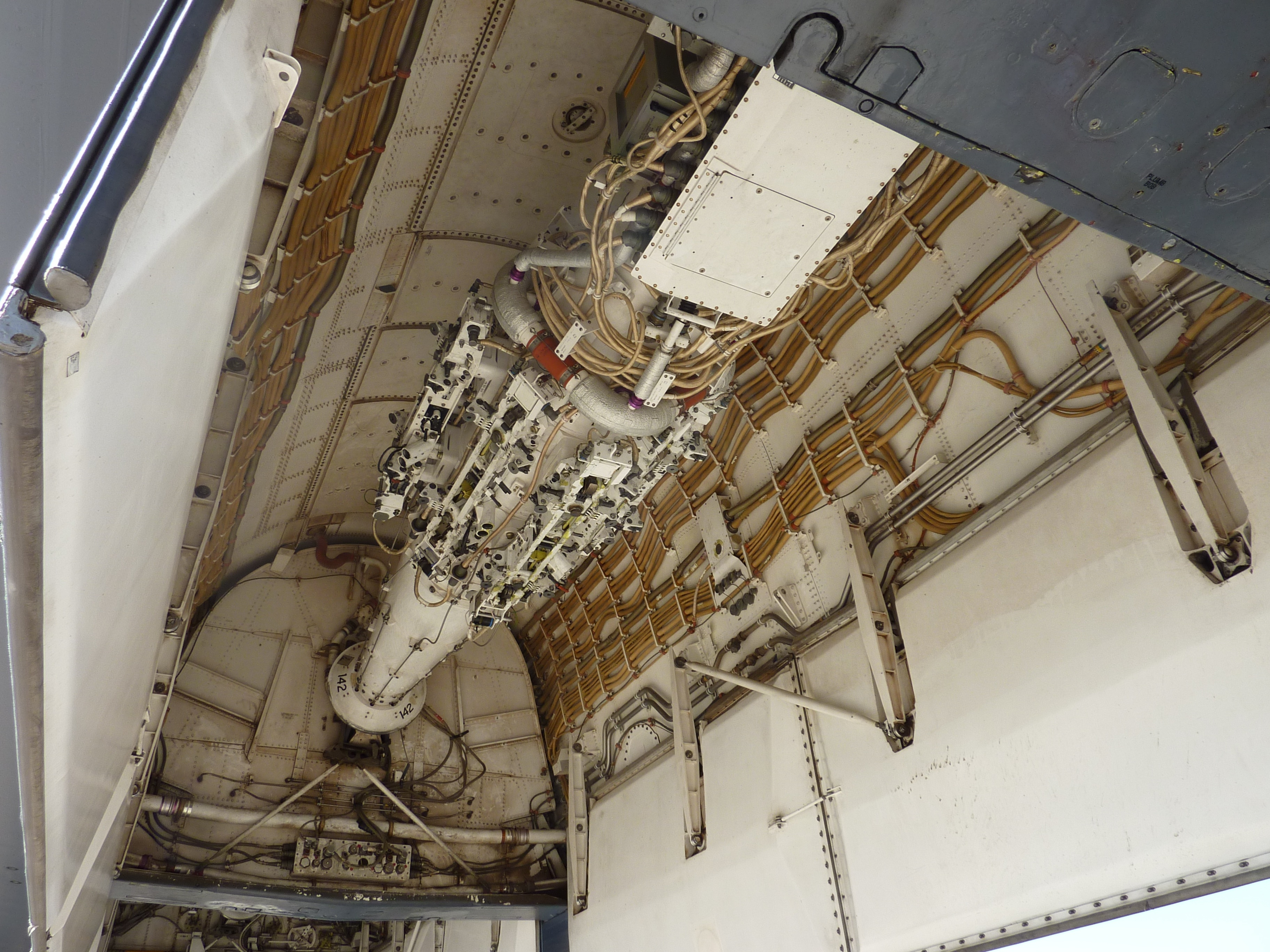
Rotační závěsník v pumovnici bombardéru B-1 Lancer

- Konvenční pumovnice – Pumy jsou umístěny na závěsnících, případně se nacházejí nad sebou v zásobnících.
- Pumovnice s rotačním závěsníkem – Pumy jsou umístěny na rotačním závěsníku. Jeho nevýhodou je, že zabírá část pumovnice a zpomaluje vypuštění munice. Tyto nevýhody jsou vykoupeny možností přizpůsobit volbu pumy pro zvolený typ cíle, což u konvenční pumovnice s pumami umístěnými nad sebou není možné.
- Lineární pumovnice – Je zvláštním případem pumovnice. Na rozdíl od předchozích konceptů se dveře pumovnice neotevírají směrem pod letoun, ale munice je vymrštěna směrem za letoun. Byl jí vybaven letoun A-5 Vigilante.[4]